# Cyclocaris tahitensis
Cyclocaris tahitensis is een vlokreeftensoort uit de familie van de Cyclocaridae. De wetenschappelijke naam van de soort is voor het eerst geldig gepubliceerd in 1888 door Stebbing.